# 385571 Otrera
385571 Otrera este o planetă minoră (asteroid) din Troian neptunian. A fost descoperită pe 16 octombrie 2004 la Observatorio Las Campanas⁠(d) de Scott S. Sheppard⁠(d) și a fost numită după Otrera. 
Obiectul prezintă o orbită caracterizată de o semiaxă mare de 30,365252131359 de UAi, o excentricitate de 0,0261686, o înclinație de 1,429 ° în raport cu ecliptica.